# Walter Hauser-Bucher
Walter Hauser-Bucher (* 16. Januar 1904 in Schüpfen; † 17. August 1967 in Dielsdorf) war ein Schweizer Ingenieur und Unternehmer. Als Geschäftsleiter der in die Bucher-Guyer AG umgewandelten Einzelfirma prägte er die Landtechnik und den Maschinenbau der Schweiz im 20. Jahrhundert nachhaltig. Unter seiner Führung expandierte das Unternehmen international und entwickelte sich zu einem führenden Hersteller von Land- und Kommunaltechnik.

## Frühe Jahre und Ausbildung
Walter Hauser-Bucher wurde 1904 als Sohn von Friedrich und Marie Hauser-Brunner geboren, die einen landwirtschaftlichen Betrieb führten. Nach dem Gymnasium in Bern studierte er von 1923 bis 1927 Maschinenbau an der Eidgenössischen Technischen Hochschule (ETH) in Zürich und schloss mit dem Ingenieurdiplom ab. Sein Interesse galt der praktischen Anwendung von Motorentechnik, insbesondere in der Landwirtschaft. 

## Prüfung land-, milch- und forstwirtschaftlicher Maschinen
1928 wurde Hauser Geschäftsführer der Stiftung «Trieur», die mit der Prüfung land-, milch- und forstwirtschaftlicher Maschinen betraut war. In dieser Funktion erlangte er tiefgehende Kenntnisse über den Stand der Landtechnik und erkannte insbesondere die Notwendigkeit von Kleintraktoren für die zahlreichen europäischen Kleinbetriebe. Zudem kam er als Geschäftsführer von «Trieur» auch in Kontakt mit der Firma Bucher-Guyer. 1931 hielt er in Bern einen Vortrag, in dem er die verstärkte Produktion solcher Maschinen in der Schweiz forderte. Aufgrund seiner Expertise erhielt er im selben Jahr einen Lehrauftrag für Landmaschinenkunde an der ETH Zürich, den er bis 1958 ausübte.

## Eintritt bei Bucher-Guyer und Aufstieg zum Geschäftsleiter
1934 trat Hauser-Bucher offiziell als Direktor in das Unternehmen seines Schwiegervaters ein. In den folgenden Jahren übernahm er schrittweise mehr Verantwortung, während sich sein Schwiegervater Jean Bucher-Guyer zunehmend aus dem operativen Geschäft zurückzog.
1951 wurde Hauser zum Geschäftsleiter der neu gebildeten Bucher-Guyer AG ernannt. Unter seiner Führung expandierte das Unternehmen international und entwickelte sich zu einem führenden Hersteller von Maschinen der Land- und Kommunaltechnik. Während sein Schwiegervater sich weiterhin auf den Pressen- und Pumpenbau konzentrierte, setzte Hauser verstärkt auf die Entwicklung von Ernte- und Ackerbaumaschinen sowie Traktoren.

## Technologische Innovationen und Traktorenbau
Nach seinem Eintritt in die Geschäftsleitung forcierte Hauser-Bucher die Mechanisierung der Landwirtschaft. Bereits 1934 brachte Bucher-Guyer eine Gespannmähmaschine mit Aufbaumotor auf den Markt, ein früher Schritt in Richtung motorisierter Feldarbeit. Die ersten Traktoren wurden 1935 aus den USA importiert, doch Hauser-Bucher erkannte rasch die Notwendigkeit einer eigenständigen Produktion.
Ein bedeutender Meilenstein war die Entwicklung des Kleintraktors KT 10, der 1950 in Serie ging. Dieser Einachstraktor war speziell für kleinere landwirtschaftliche Betriebe konzipiert und ermöglichte die effiziente Nutzung verschiedener Anbaugeräte. Eine besondere Innovation war die Zapfwelle, die die Kraft des Motors auf einen Anhänger übertragen konnte, wodurch die Zugkraft vervierfacht wurde.

## Der Bucher-Traktor (1954)
Da der Import von Traktoren in der Schweiz stark limitiert war, initiierte Hauser-Bucher Anfang der 1950er Jahre die Entwicklung eines eigenen Traktors. 1954 wurde die erste Serie des Bucher-Traktors D 1800 produziert. Dieser Vierradtraktor mit einem luftgekühlten Zweizylinder-Dieselmotor (24 PS) verfügte über Schnellanschlüsse für Geräte, eine Dreipunktaufhängung und einen Kriechgang. Er galt als technologisch fortschrittlich und war einer der ersten Traktoren mit standardisierter Zapfwelle und Dreipunktaufhängung.

## Weitere Innovationen
Neben dem Traktorenbau führte Hauser-Bucher weitere bedeutende landwirtschaftliche Geräte ein, darunter Vielfachgeräte für den Ackerbau sowie Maschinen zur Heu- und Futterverarbeitung. In den 1960er Jahren wurde der Ladewagen eingeführt, der eine Revolution in der Heuernte darstellte. Auch Kreiselheuer und Mäh-Conditioner, die in Lizenzproduktion gingen, trugen zu seinem technologischen Vermächtnis bei.
Hauser-Buchers Innovationsgeist trug massgeblich zur Motorisierung und Rationalisierung der Schweizer Landwirtschaft bei, in einer Zeit, als die Schweiz den Schritt von der traditionellen Pferdetraktion zur motorisierten Landwirtschaft vollzog. Viele seiner Entwicklungen wurden über Jahrzehnte weitergeführt und haben die Mechanisierung landwirtschaftlicher Betriebe nachhaltig geprägt. 